# Bedollo
Bedollo est une commune italienne d'environ 1 500 habitants située dans la province autonome de Trente dans la région du Trentin-Haut-Adige dans le nord-est de l'Italie.

## Administration
| Période                                  | Période  | Identité       | Étiquette    | Qualité |
| ---------------------------------------- | -------- | -------------- | ------------ | ------- |
| 9 mai 2006                               | En cours | Narciso Svaldi | lista civica |         |
| Les données manquantes sont à compléter. |          |                |              |         |

### Hameaux
Centrale, Piazze, Brusago, Regnana

### Communes limitrophes
Les communes limitrophes sont  Baselga di Piné, Lona-Lases, Palù del Fersina, Sant'Orsola Terme, Segonzano et Sover.